# Hugo Duro
Pour les articles homonymes, voir Duro.
Hugo Duro Perales, plus communément appelé Hugo Duro né le 10 novembre 1999 à Getafe en Espagne, est un footballeur espagnol qui joue au poste d'avant-centre au Valence CF.

## Biographie

### En club
Hugo Duro est né à Getafe en Espagne, et c'est avec le club de sa ville natale, le Getafe CF qu'il rejoint en 2004, qu'il effectue sa formation de footballeur. Il joue son premier match en professionnel le 24 octobre 2017, à l'occasion d'une rencontre de Coupe du Roi perdue face au Deportivo Alavés (0-1). Le 17 mars 2018 Duro fait sa première apparition en Liga face à la Real Sociedad. Il entre en cours de partie ce jour-là à la place de Jorge Molina et son équipe s'impose sur le score de deux buts à un.
Le 27 août 2020, Hugo Duro est prêté au Real Madrid, où il intègre dans un premier temps l'équipe B, la Castilla. Il joue également pour l'équipe première, faisant notamment ses débuts en Ligue des champions face à l'Atalanta Bergame le 24 février 2021, en entrant en jeu à la place d'Isco (victoire 0-1 du Real Madrid).
Le 31 août 2021, Hugo Duro est cette fois prêté au Valence CF pour une saison,. Il inscrit son premier but contre le Real Madrid le 19 septembre 2021, en championnat (défaite 1-2 de Valence),. Il récidive lors de la journée suivante, le 22 septembre 2021 contre le Séville FC, mais ne permet pas à son équipe d'obtenir un résultat (défaite 3-1 de Valence). Le 7 novembre 2021, Duro réalise son premier doublé pour Valence contre l'Atlético Madrid, en championnat. Il entre en jeu et permet à son équipe d'obtenir le point du match nul en marquant dans ses deux buts dans le temps additionnel (3-3 score final).
Le 10 mai 2022, le club annonce sa signature définitive jusqu'en 2026.
En juillet 2024, il renouvelle son contrat jusqu'en 2028.

### En sélection
Hugo Duro joue son premier match avec l'équipe d'Espagne espoirs le 3 septembre 2020 contre la Macédoine du Nord. Il donne la victoire à son équipe en marquant le seul but du match, son premier avec les espoirs, après être entré en cours de jeu.